# Tjörns Hamnar AB
Tjörns Hamnar AB är ett kommunalt hamnbolag och rederi ägt av Tjörns kommun. Företaget äger gästhamnarna på Tjörn samt bedriver färjetrafik till de öar som saknar fast förbindelse på uppdrag av Västtrafik.  

## Trafik
Tjörns Hamnar AB kör trafik upphandlad av Västtrafik. Linje 361 går från Rönnängs Brygga till öarna Tjörnekalv, Åstol och Dyrön, linje 362 går från Kyrkesund på Tjörn till Härön. 

## Fartyg
| Fartyg    | Byggd                  | Passagerare | Linje | Bild          | Varv                        | Noter                                     |
| --------- | ---------------------- | ----------- | ----- | ------------- | --------------------------- | ----------------------------------------- |
| Hakefjord | 1998                   | 120         | 361   |               | Hvide Sande                 |                                           |
| Tjörn     | 1969                   | 97          | 361   |               | Blålids Slip o Mek Verkstad | Reservfärja.                              |
| Härön     | 2015                   | 24          | 362   |               | Ö-Varvet                    | Ska konventeras till eldrift i framtiden. |
| TBD       | första kvartalet 2026? | 180         | 361   | Leverans 2026 | Hvide Sande                 | Leverans 2026                             |

## Framtid
Tjörns Hamnar AB har 2024 beställt en eldriven färja med plats för 180 passagerare samt en ambulans för att ersätta Hakefjord. Färjan ska byggas vid Hvide Sande Shipyard i Danmark, samma varv som byggde Hakefjord.  Samtliga färjor i ordinarie trafik ska drivas med el för att klara Västtrafiks krav.